# غرينفيل (كارولاينا الشمالية)
غرينفيل هي مدينة في ولاية كارولاينا الشمالية في الولايات المتحدة الأمريكية.

## التركيبة السكانية
حدّد مكتب تعداد الولايات المتحدة بيانات التركيبة السكانية لغرينفيل في تعداد الولايات المتحدة. في ما يلي، التركيبة السكانية حسب تعدادي 2000 و2010.

### تعداد عام 2000
بلغ عدد سكان غرينفيل 60,476 نسمة بحسب تعداد عام 2000، وبلغ عدد الأسر 25,204 أسرة وعدد العائلات 12,003 عائلة مقيمة في المدينة. في حين سجلت الكثافة السكانية 641.8 نسمة لكل كيلومتر مربع (1,662.3/ميل2). وبلغ عدد الوحدات السكنية 28,145 وحدة بمتوسط كثافة قدره 298.7 لكل كيلومتر مربع (773.6/ميل2).
وتوزع التركيب العرقي للمدينة بنسبة 61.40% من البيض و34.14% من الأمريكيين الأفارقة و0.30% من الأمريكيين الأصليين و1.82% من الأمريكيين ذوي الأصول الآسيوية و0.04% من سكان جزر المحيط الهادئ و1.01% من الأعراق الأخرى و1.29% من عرقين مختلطين أو أكثر و2.06% من الهسبانيون أو اللاتينيون من أي عرق.
بلغ عدد الأسر 25,204 أسرة كانت نسبة 25.6% منها لديها أطفال تحت سن الثامنة عشر تعيش معهم، وبلغت نسبة الأزواج القاطنين مع بعضهم البعض 30.8% من أصل المجموع الكلي للأسر، ونسبة 13.8% من الأسر كان لديها معيلات من الإناث دون وجود شريك، بينما كانت نسبة 3% من الأسر لديها معيلون من الذكور دون وجود شريكة وكانت نسبة 52.4% من غير العائلات. تألفت نسبة 35.4% من أصل جميع الأسر من عدة أفراد يعيشون في نفس المنزل ونسبة 6.4% كانت تتألف من شخص يعيش بمفرده يبلغ من العمر 65 عاماً أو أكثر. وبلغ متوسط حجم الأسرة المعيشية 2.18، أما متوسط حجم العائلات فبلغ 2.91.
بلغ العمر الوسطي للسكان 26.0 عاماً. وكانت نسبة 18.7% من القاطنين تحت سن الثامنة عشر، وكانت نسبة 21.2% بين الثامنة عشر والرابعة والعشرين عاماً، ونسبة 27.9% كانت واقعةً في الفئة العمرية ما بين الخامسة والعشرين والرابعة والأربعين عاماً، ونسبة 15.2% كانت ما بين الخامسة والأربعين والرابعة والستين، ونسبة 7.7% كانت ضمن فئة الخامسة والستين عاماً فما فوق. يوجد لكل 100 أنثى 88.4 ذكر، ويوجد لكل 100 أنثى في الثامنة عشر من عمرها فما فوق 85.2 ذكر.
بلغ متوسط دخل الأسرة في المدينة 31,390 دولارًا، أما متوسط دخل العائلة فبلغ 58,744 دولارًا. وكان متوسط دخل الذكور 35,543 دولارًا مقابل 27,588 دولارًا للإناث. وسجل دخل الفرد الخاص بالمدينة 21,110 دولارًا. وكانت نسبة 9.5% من العائلات ونسبة 23.5% من السكان تحت خط الفقر، وكان من هؤلاء نسبة 13.7% تحت سن الثامنة عشر ونسبة 10.8% في الخامسة والستين من العمر وما فوق.

### تعداد عام 2010
بلغ عدد سكان غرينفيل 84,554 نسمة بحسب تعداد عام 2010، وبلغ عدد الأسر 36,071 أسرة وعدد العائلات 16,685 عائلة مقيمة في المدينة. في حين سجلت الكثافة السكانية 897.3 نسمة لكل كيلومتر مربع (2,324.0/ميل2). وبلغ عدد الوحدات السكنية 40,564 وحدة بمتوسط كثافة قدره 430.5 لكل كيلومتر مربع (1,115.0/ميل2).
وتوزع التركيب العرقي للمدينة بنسبة 56.27% من البيض و36.98% من الأمريكيين الأفارقة و0.36% من الأمريكيين الأصليين و2.39% من الأمريكيين ذوي الأصول الآسيوية و0.04% من سكان جزر المحيط الهادئ و1.76% من الأعراق الأخرى و2.19% من عرقين مختلطين أو أكثر و3.76% من الهسبانيون أو اللاتينيون من أي عرق.
بلغ عدد الأسر 36,071 أسرة كانت نسبة 25% منها لديها أطفال تحت سن الثامنة عشر تعيش معهم، وبلغت نسبة الأزواج القاطنين مع بعضهم البعض 27.1% من أصل المجموع الكلي للأسر، ونسبة 15.5% من الأسر كان لديها معيلات من الإناث دون وجود شريك، بينما كانت نسبة 3.7% من الأسر لديها معيلون من الذكور دون وجود شريكة وكانت نسبة 53.7% من غير العائلات. تألفت نسبة 36.6% من أصل جميع الأسر من عدة أفراد يعيشون في نفس المنزل ونسبة 6.5% كانت تتألف من شخص يعيش بمفرده يبلغ من العمر 65 عاماً أو أكثر. وبلغ متوسط حجم الأسرة المعيشية 2.18، أما متوسط حجم العائلات فبلغ 2.90.
بلغ العمر الوسطي للسكان 26.0 عاماً. وكانت نسبة 18.7% من القاطنين تحت سن الثامنة عشر، وكانت نسبة 28.8% بين الثامنة عشر والرابعة والعشرين عاماً، ونسبة 26.6% كانت واقعةً في الفئة العمرية ما بين الخامسة والعشرين والرابعة والأربعين عاماً، ونسبة 17.5% كانت ما بين الخامسة والأربعين والرابعة والستين، ونسبة 8.3% كانت ضمن فئة الخامسة والستين عاماً فما فوق. وتوزع التركيب الجنسي للسكان بنسبة 45.8% ذكور و54.2% إناث.

## المناخ
يظهر الجدول التالي التغييرات المناخية على مدار السنة لغرينفيل:
| البيانات المناخية لـغرينفيل       | البيانات المناخية لـغرينفيل | البيانات المناخية لـغرينفيل | البيانات المناخية لـغرينفيل | البيانات المناخية لـغرينفيل | البيانات المناخية لـغرينفيل | البيانات المناخية لـغرينفيل | البيانات المناخية لـغرينفيل | البيانات المناخية لـغرينفيل | البيانات المناخية لـغرينفيل | البيانات المناخية لـغرينفيل | البيانات المناخية لـغرينفيل | البيانات المناخية لـغرينفيل | البيانات المناخية لـغرينفيل |
| الشهر                             | يناير                       | فبراير                      | مارس                        | أبريل                       | مايو                        | يونيو                       | يوليو                       | أغسطس                       | سبتمبر                      | أكتوبر                      | نوفمبر                      | ديسمبر                      | المعدل السنوي               |
| --------------------------------- | --------------------------- | --------------------------- | --------------------------- | --------------------------- | --------------------------- | --------------------------- | --------------------------- | --------------------------- | --------------------------- | --------------------------- | --------------------------- | --------------------------- | --------------------------- |
| الدرجة القصوى °ف (°م)             | 82 (28)                     | 84 (29)                     | 91 (33)                     | 96 (36)                     | 100 (38)                    | 103 (39)                    | 104 (40)                    | 104 (40)                    | 100 (38)                    | 95 (35)                     | 88 (31)                     | 82 (28)                     | 104 (40)                    |
| الحد الأقصى المتوسط °ف (°م)       | 73 (23)                     | 76 (24)                     | 83 (28)                     | 88 (31)                     | 92 (33)                     | 96 (36)                     | 98 (37)                     | 97 (36)                     | 93 (34)                     | 87 (31)                     | 80 (27)                     | 74 (23)                     | 99 (37)                     |
| متوسط درجة الحرارة الكبرى °ف (°م) | 52.1 (11.2)                 | 56.3 (13.5)                 | 64.1 (17.8)                 | 73.2 (22.9)                 | 80.2 (26.8)                 | 87.2 (30.7)                 | 89.9 (32.2)                 | 88.3 (31.3)                 | 82.9 (28.3)                 | 73.8 (23.2)                 | 65 (18)                     | 55.3 (12.9)                 | 72.4 (22.4)                 |
| متوسط درجة الحرارة الصغرى °ف (°م) | 32.1 (0.1)                  | 34.3 (1.3)                  | 40.8 (4.9)                  | 49.1 (9.5)                  | 57.6 (14.2)                 | 66.7 (19.3)                 | 70.7 (21.5)                 | 69.2 (20.7)                 | 62.9 (17.2)                 | 50.6 (10.3)                 | 41.5 (5.3)                  | 34 (1)                      | 50.8 (10.4)                 |
| الحد الأدنى المتوسط °ف (°م)       | 14 (−10)                    | 20 (−7)                     | 25 (−4)                     | 33 (1)                      | 43 (6)                      | 54 (12)                     | 61 (16)                     | 59 (15)                     | 49 (9)                      | 34 (1)                      | 26 (−3)                     | 18 (−8)                     | 12 (−11)                    |
| أدنى درجة حرارة °ف (°م)           | −4 (−20)                    | 4 (−16)                     | 15 (−9)                     | 27 (−3)                     | 33 (1)                      | 44 (7)                      | 51 (11)                     | 47 (8)                      | 40 (4)                      | 23 (−5)                     | 14 (−10)                    | 1 (−17)                     | −4 (−20)                    |
| الهطول إنش (مم)                   | 3.86 (98)                   | 3.35 (85)                   | 4.04 (103)                  | 3.17 (81)                   | 3.85 (98)                   | 4.31 (109)                  | 5.39 (137)                  | 6.14 (156)                  | 5.83 (148)                  | 3.25 (83)                   | 3.12 (79)                   | 3.25 (83)                   | 49.56 (1٬259)               |
| متوسط تساقط الثلوج إنش (سم)       | 1.5 (3.8)                   | 0.5 (1.3)                   | 0.3 (0.76)                  | 0 (0)                       | 0 (0)                       | 0 (0)                       | 0 (0)                       | 0 (0)                       | 0 (0)                       | 0 (0)                       | 0 (0)                       | .6 (1.5)                    | 2.9 (7.4)                   |
| المصدر #1: The Weather Channel    |                             |                             |                             |                             |                             |                             |                             |                             |                             |                             |                             |                             |                             |
| المصدر #2: US Climate Data        |                             |                             |                             |                             |                             |                             |                             |                             |                             |                             |                             |                             |                             |

## أعلام
- جون بورتر إيست
- بيلي تايلور
- ميشائيل هارينغتون
- جاك بوون
- والتر جونز جونيور
- بو فارلي
- شيلدون جونز
- لي نوريس
- مونتي باريت
- كارولين شو